# Eero Aho
 (mai 2021).
Eero-Matti Aho (né le 26 janvier 1968) est un acteur finlandais. Il est apparu au théâtre, dans des films et à la télévision finlandaise. Principalement connu pour son rôle d'Antero Rokka dans le film Unknown Soldier sorti en 2017 traitant de la guerre de Continuation qui a opposé la Finlande à l'Union soviétique durant la Seconde Guerre mondiale.

## Filmographie
- Harjunpää ja kiusantekijät (1992)
- Romanovin kivet (1993)
- Juna (short, 1994)
- Häjyt (1999)
- Juoksuhaudantie (2004)
- Käsky (2008)
- Hyvä poika (2011)
- 8-pallo (2013)
- Unknown Soldier (2017)
- Omerta 6/12 (2021)